# James Joseph Sylvester
James Joseph Sylvester (Londen, 3 september 1814 – Oxford, 15 maart 1897) was een Britse wiskundige. Hij leverde fundamentele bijdragen aan de matrixtheorie, de invariantentheorie, de getaltheorie, partitietheorie en de combinatoriek. Hij had een leidende rol in de Amerikaanse wiskunde van de tweede helft van de 19e eeuw als professor aan de Johns Hopkins-universiteit en als oprichter van de American Journal of Mathematics. Bij zijn dood was hij hoogleraar aan de Universiteit van Oxford.

## Biografie
Sylvester werd als James Joseph geboren in Londen. Zijn vader, Abraham Joseph, was een koopman. James nam de achternaam Sylvester aan, toen zijn oudere broer bij zijn emigratie naar de Verenigde Staten deze naam aannam. Destijds waren alle immigranten naar de VS verplicht een achternaam aan te nemen. Op 14-jarige leeftijd begon Sylvester met het bijwonen van colleges aan de Universiteit van Londen, waar hij een leerling van Augustus De Morgan werd. Zijn familie haalde hem echter van de universiteit af nadat hij er van werd beschuldigd een medestudent met een mes te hebben neergestoken. Na deze gebeurtenis bezocht hij het Liverpool Royal Institution.
Sylvester begon zijn wiskundestudie in 1831 aan het St John's College van de Universiteit van Cambridge, waar hij privélessen volgde bij John Hymers. Hoewel zijn studie bijna twee jaar werd onderbroken door een langdurige ziekte, was hij toch de op een na beste bij Cambridges beroemde wiskundetest, de tripos, waaraan hij in 1837 deelnam. Sylvester kreeg echter geen graad, omdat afgestudeeren in die tijd verplicht waren in te stemmen met de 'Thirty-Nine Articles' van de Anglicaanse Kerk, en hij dat weigerde omdat hij een aanhanger was van het joodse geloof. Om dezelfde reden was het hem onmogelijk mee te dingen naar een Fellowship of een a Smith-prijs te krijgen.[2] In 1838 werd Sylvester hoogleraar natuurfilosofie aan het University College London. In 1841 kreeg hij de graad van Bachelor of Arts (BA) en Master (MA) van het Trinity College in Dublin. In datzelfde jaar verhuisde hij naar de Verenigde Staten waar hij voor een periode van ongeveer zes maanden hoogleraar werd aan de University of Virginia. In november 1843 keerde hij terug naar Engeland.
Na zijn terugkeer in Engeland ging hij rechten studeren, samen met zijn medewiskundige Arthur Cayley, met wie hij, terwijl hij werkte als actuaris, belangrijke bijdragen leverde aan de matrixtheorie. Een van zijn privéleerlingen was Florence Nightingale. Hij kreeg geen aanstelling voor het geven van universitair wiskundeonderwijs, tot hij in 1855 werd benoemd als hoogleraar wiskunde aan de Royal Military Academy (Woolwich). Daar ging hij in 1869 met pensioen, omdat de verplichte pensioenleeftijd 55 jaar was. De Woolwich-academie weigerde aanvankelijk Sylverster zijn volle pensioen te betalen, en ging pas overstag na een langdurige publieke controverse, waarin Sylvester zijn zaak onder de aandacht bracht door brieven aan The Times.
Een van Sylvesters levenslange passies was de poëzie. Hij las en vertaalde werken uit de oorspronkelijke Franse, Duitse, Italiaanse, Latijnse en Griekse taal. In veel van zijn wiskundige artikelen gebruikte hij illustratieve citaten uit de klassieke poëzie. Na zijn vervroegde pensionering publiceerde hij in 1870 een boek met de titel, The Laws of Verse (de wetten van het dichten), waarin hij probeerde om een reeks wetten voor het metrum in poëzie op te stellen.
In 1877 stak Sylvester opnieuw de Atlantische Oceaan over, omdat hij hoogleraar wiskunde werd aan de nieuwe Johns Hopkins Universiteit in Baltimore, Maryland. Zijn jaarsalaris bedroeg $5000, tamelijk royaal voor die tijd, dat hij uitbetaald wilde in goud. In 1878 bracht hij de American Journal of Mathematics uit. Het enige andere wiskundetijdschrift in de Verenigde Staten in die tijd was de Analyst, dat later de Annals of Mathematics werd.
In 1883 keerde Sylvester terug naar Engeland, omdat hem de leerstoel de Savilian leerstoel meetkunde aan de Universiteit van Oxford was aangeboden. Hij bezette deze leerstoel tot zijn dood; wel benoemde de universiteit in 1892 een plaatsvervangende hoogleraar voor dezelfde leerstoel.
Sylvester bedacht een groot aantal wiskundige termen, waaronder graaf en discriminant. Van hem is ook de term totiënt voor Eulers totiëntfunctie φ. Zijn verzamelde wetenschappelijke werk beslaat vier banden. In 1880 kende de Royal Society Sylvester de Copley-Medal toe, de hoogste onderscheiding voor wetenschappelijke prestaties; in 1901 stelde dit instituut de Sylvester-medaille ter zijner nagedachtenis in, om na zijn dood in Oxford wiskundig onderzoek te stimuleren. Onder meer de Sylvestermatrix en de Sylvester-expansie zijn naar hem genoemd.